# Celia de la Serna
Celia de la Serna, née le 21 juin 1906 à Buenos Aires et morte dans la même ville le 18 mai 1965, est une militante politique argentine, mère du Che Guevara.
De sa confortable enfance d'une enfant de « bonne famille » née au début du xxe siècle, éduquée dans un élégant collège porteño (de la région de Buenos Aires), après une vocation religieuse prématurée, les défis juvéniles à la société de l'époque, où les cheveux courts et la cigarette dans des mains féminines étaient presque une insulte, elle a évolué vers un engagement actif envers la République espagnole pendant la guerre civile dans ce pays, la participation à des organismes de soutien aux alliés pendant la Seconde Guerre mondiale, jusqu'à la défense de la révolution cubaine.

## Ancêtres
Les premiers De la Serna se sont établis en Argentine au début du xviiie siècle. Les ascendants argentins de Celia étaient de dignes représentants de ce qu'on a appelé « l'oligarchie de l'élevage argentine » qui allait accumuler, depuis l'époque coloniale, un pouvoir économique abondant.

## Biographie

### Enfance et jeunesse
Celia de la Serna appartenait à une famille traditionnelle aisée de grands estancieros (propriétaires terriens) de Buenos Aires. Elle était la benjamine d'une famille de sept enfants. Son père ― le docteur Juan Martín de la Serna, professeur de droit à la Faculté de Droit de l'Université de Buenos Aires, ambassadeur et homme politique ― s'est suicidé lorsqu'elle avait deux ans, et sa mère Edelmira Llosa est morte alors qu'elle en avait quinze. Ils détenaient une fortune très importante et avaient de fortes racines anticléricales.
Celia fut confiée alors (1921) aux soins de sa sœur aînée Carmen ― qui en 1928 épousa le poète Cayetano Córdova Iturburu, de filiation communiste ― et de son unique tante paternelle, Sara de la Serna Llosa.
Celia fut élevée et diplômée au collège français du Sacré Cœur, à Buenos Aires. À cette époque, elle a exprimé son désir de devenir religieuse.
Dès sa jeunesse, Celia a fait preuve d'une grande force de caractère, de convictions profondes et d'un mépris marqué des normes et des préceptes qui règnaient à l'époque. Graduellement, sous l'influence de sa sœur, elle est devenue athée.
Elle a appartenu à une génération de femmes argentines de la haute bourgeoisie progressistes qui ont promû le féminisme, la liberté sexuelle et l'autonomie des femmes, dont la plus fidèle représentante a été Victoria Ocampo.
Bien qu'ayant d'abord été catholique militante, elle est ensuite devenue libérale et bohème, et elle étonnait son milieu social en défiant les interdictions, règles et habitudes. Elle fumait et portait les cheveux courts comme un homme. Celia aimait l'aventure, le risque, la lecture, les voyages, les transgressions et les situations qui la menaient à la limite de ce qui était permis. Ces traits profonds de sa personnalité et de son comportement ont été ceux que la mère du Che a transmis en priorité dans l'éducation de ses enfants.

### Ernesto Guevara Lynch
Celia est devenue une personne très indépendante, qui s'intéressait énormément à la politique. Celia de la Serna et Ernesto Guevara Lynch (1900-1987) se sont connus à Buenos Aires lorsqu'ils étaient étudiants.
Il se faisait appeler « Ingénieur Guevara », et disait qu'il était « constructeur civil ».
Lorsqu'il était adolescent, au début de l'école secondaire (le collège national), son camarade Jorge Luis Borges (qui allait devenir un écrivain réputé), l'a dénoncé à un professeur : « Monsieur, ce garçon ne me laisse pas étudier ». À la sortie du collège, Guevara a giflé Borges. Le lendemain il a été expulsé du collège.
Guevara obtenait des revenus du chantier naval Rio de la Plata, qui appartenait à plusieurs membres de sa famille et était situé à San Fernando, jusqu'à son incendie en 1930.

### Mariage
Lorsque Celia a appris qu'elle était enceinte, elle a demandé son héritage à sa famille mais ils le lui ont refusé. Les lois argentines qui avaient cours à l'époque stipulaient que les femmes de moins de 21 ans ne pouvaient pas se marier ni entrer en possession de leurs héritages sans le consentement de leurs pères ou tuteurs. Celia avait 20 ans. Comme stratagème, elle a feint une fuite et s'est cachée dans la maison d'une de ses sœurs plus âgées; le plan conçu a fonctionné, puisqu'il a forcé la famille à donner son consentement. Ils durent toutefois faire appel à la justice pour toucher une partie de l'héritage.
Ernesto lui-même reconnaissait qu'il avait gagné à la loterie en épousant Celia, « préférée par tous et obtenue par aucun ».
Ernesto a abandonné ses études d'architecture, et avec l'argent de l'héritage a acheté une plantation de yerba mate à Port Caraguataí, une zone rurale de la province de Misiones, dans la région de Monte-Carlo, à 200 km au nord de la capitale Posadas, sur la rivière Parana, et à 1200 kilomètres au nord de Buenos Aires.
Le jeudi 10 décembre 1927, Ernesto et Celia ― enceinte de trois mois ― ont célébré le mariage dans la maison de sa sœur. Pour cacher la grossesse déjà avancée, ils ont immédiatement entrepris l'aventure d'aller vivre au yerbatal de Misiones.
Le fait était condamnable pour la morale de l'époque, et cette transgression fut sa plus audacieuse, alors qu'elle était mineure.
À Caraguataí, Ernesto a bâti de ses propres mains une maison qui existe encore aujourd'hui.
Dès lors, Ernesto n'allait pas poursuivre sa profession de constructeur, mais orienter ses activités à planifier et développer des affaires diverses, qui échoueraient toutes.

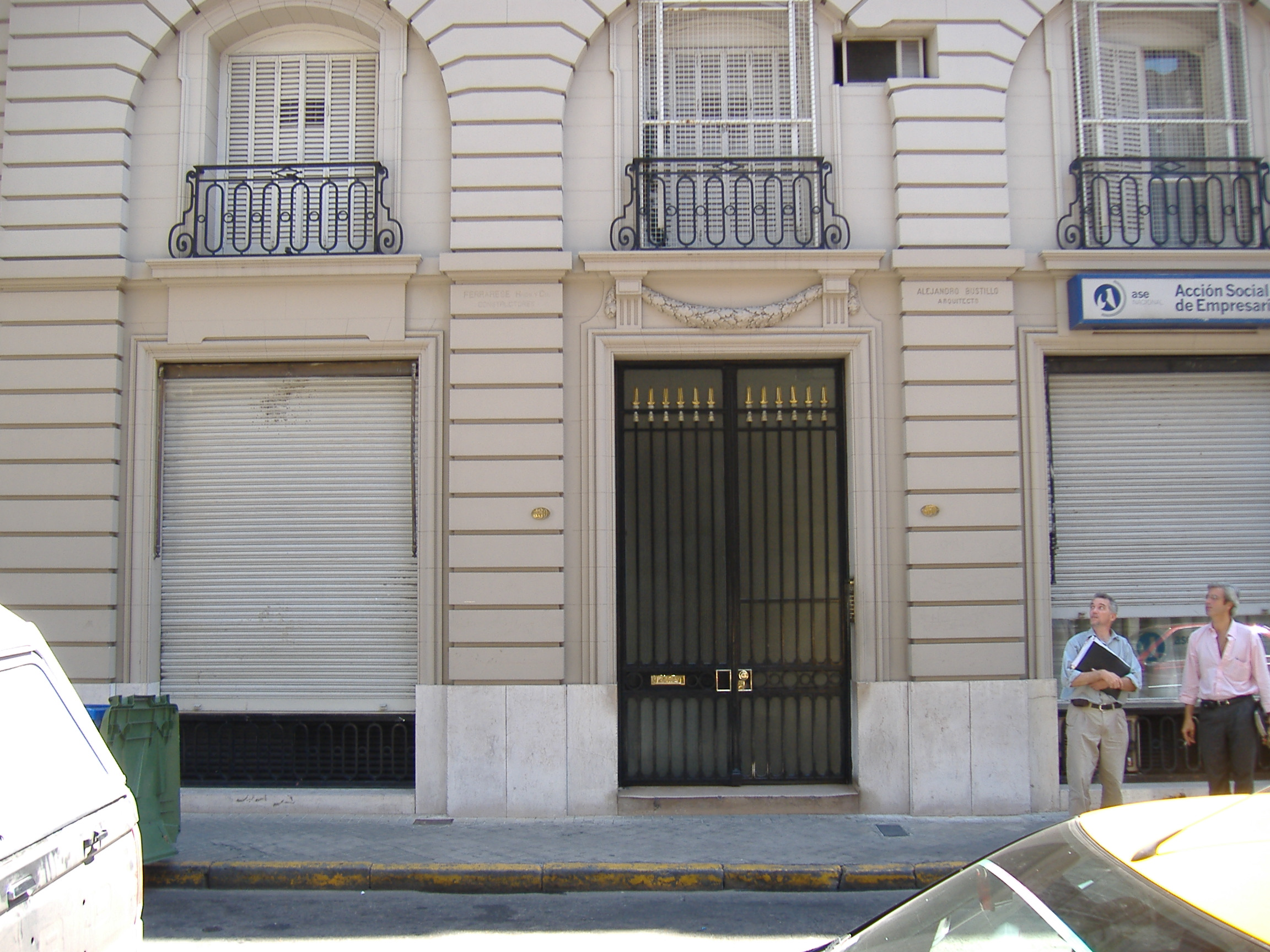
L'entrée de l'appartement au premier étage de la rue Entre Rios 480 (dans la ville de Rosario, 300 km au nord de Buenos Aires). Ce fut le premier foyer du Che Guevara pour quelques semaines.

### Famille
À l'époque, et jusqu'au début du péronisme, les travailleurs des yerbatales, dits mensúes, étaient soumis à un régime d'exploitation du travail proche de l'esclavage, ainsi que le dépeint le roman La rivière obscure, d'Alfredo Varela, d'où a été tiré le film Le fleuve de sang, qui se déroule parmi les travailleurs des yerbatales de cette époque. La propriété fut baptisée La Misionera et son exploitation a conduit à installer ensuite un moulin yerbatero à Rosario.
Pour dissimuler le stade véritable de la grossesse, ils ont habité plusieurs mois à Caraguataí. À mi-mai 1928, lorsque Celia en était déjà à 8 mois et demi de grossesse, ils ont déménagé à Rosario, où ils ont loué un appartement au 480 rue Entre Rios (en plein centre de la ville). Elle est entrée à l'hôpital Centenario où elle a donné naissance à Ernestito (qui à Cuba serait appelé « le Che ») le 14 mai 1928 à 15h05. Bien que l'enfant soit arrivé presque à terme, ils l'ont fait passer pour un bébé de sept mois, et l'accoucheur a accepté de falsifier le certificat hospitalier de naissance. L'acte de naissance de l'État civil indique qu'il est né le 14 juin 1928.
Ce « secret de famille » sur la falsification de la date de naissance du Che ― que même le Che ne connaissait pas ― a été rendu public pour la première fois par la journaliste Julia Constenla (1927-2011), amie personnelle de Celia de la Serna, dans la revue La Mujer, le 5 janvier 1959 (deux jours après le triomphe de la révolution cubaine, dans un entretien intitulé « Il a toujours été mon fils le plus rebelle »).
En 1997, l'historien Jon Lee Anderson ―biographe du Che― a découvert par d'autres moyens cette même version.
En 2004, Constenla a publié Celia, la mère du Che (Buenos Aires : Sudamericana), où elle a reproduit cet entretien.
Peu de temps après ils sont revenus à Buenos Aires.

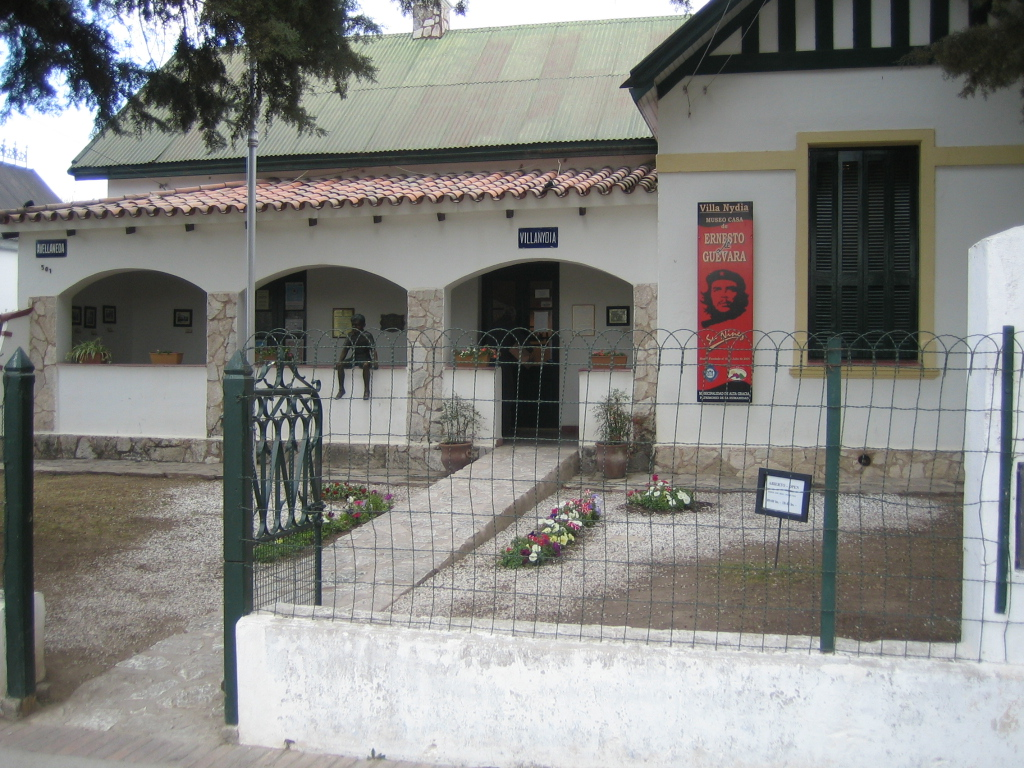
Maison louée par la famille Guevara à Alta Gracia (Cordoba), vers 1938. À l'entrée on voit une statue d'Ernesto enfant, assis sur le mur.

Ensuite ils ont emménagé à Cordoba, où Ernesto père a établi avec un partenaire une entreprise de construction civile (qui ferait faillite en 1947). À Cordoba ils changeaient de maison ― ou même de ville ― tous les ans ou tous les deux ans.
Celia aurait cinq enfants. Après Ernestito, le 31 décembre 1929 elle a eu Celia, la première des filles du ménage. Le 18 mai 1932 est né Roberto, le 28 janvier 1934 Ana María et le 18 mai 1943 Juan Martín, le cinquième et dernier de ses enfants.
Bien qu'elle ait reçu une éducation catholique, elle est arrivée à un complet accord avec son époux de ne participer ou appartenir à aucune religion, et ce sont ces mêmes idées qu'ils inculquèrent à leurs enfants.
Ils ont déménagé plusieurs fois : Villa Allende, Cordoba Capitale (dont ils ont gardé la maison pour y passer les week-ends), Pantanillo, et Carlos Paz. Enfin, en 1943 ils se sont établis dans une maison au 288 de la rue Chile, à Cordoba. Pendant cette période, tous les membres de la famille étaient membres du Cordoba Lawn Tennis Club, allaient à la piscine, jouaient au tennis et au ping-pong.
En 1938 les exilés de la Guerre Civile Espagnole (1936-1939) ont commencé à arriver en Argentine.
Un réfugié renommé voisin des Guevara à Alta Gracia fut le compositeur espagnol Manuel de Falla, qui a fui les franquistes en raison de son homosexualité[réf. nécessaire].
En 1945, une tumeur du sein très active fut diagnostiquée à Celia. Elle fut opérée pour la première fois, pour une ablation de la tumeur, sans ablation du sein complet.

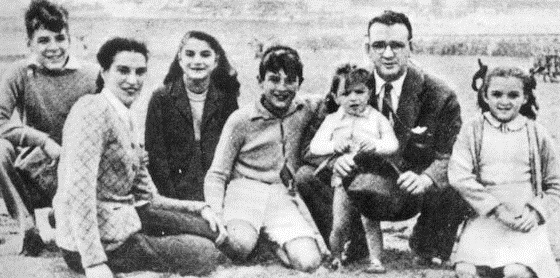
Celia avec sa famille, en vacances dans la ville balnéaire de Mar del Plata, vers 1943.

À la fin de la Seconde Guerre mondiale (1939-1945), Guevara père s'est affilié à Action Argentine, un mouvement antifasciste qui recherchait la filiation politique des nombreux allemands qui ont commencé à s'installer dans la zone de Villa General Belgrano (province de Cordoba). Son fils Ernestito ―le futur Che Guevara―, de 17 ans, a également été membre actif d'Action Argentine.

« Papa aimait beaucoup maman et elle était très amoureuse de lui; mais papa était jaloux et maman non, alors que celui qui était assez volage, c'était lui. Pour elle il a été le seul homme de sa vie. Papa était très explosif, mais ils s'aimaient beaucoup. Ils avaient de fréquentes et violentes disputes, mais jamais la moindre agression de l'un ou de l'autre. Ce qui a été écrit sur leurs disputes est risible. »

— Ana María Guevara (1934-), quatrième enfant de Celia.
Les pénuries économiques, les revirements et les aventures amoureuses extramatrimoniales d'Ernesto abîmèrent en permanence la relation avec Celia. Les liaisons du père du Che circulaient de bouche en bouche dans une société conservatrice et sévère. Guevara ne faisait aucun effort pour dissimuler ses affaires.
Fin 1946, Ernestito a terminé ses études secondaires. L'entreprise de constructrion d'Ernesto a fait faillite, et les Guevara ont décidé d'emménager à Buenos Aires. À partir de janvier 1947 ils ont habité dans l'appartement de la grand-mère, situé au cinquième étage d'un bâtiment à Arenales et Uriburu, dans le quartier chic de Recoleta, ou Quartier Nord, à deux pâtés de maison de la Faculté de Médecine de l'Université de Buenos Aires.
L'année suivante (1948), Ernestito (le Che) a commencé à étudier la médecine.
Son père Ernesto a reçu un autre héritage important après la mort de sa mère, Ana Isabel Lynch Ortiz. Il a vendu alors le yerbatal de Misiones, et a acheté une maison à Aráoz 2180 ―dans le quartier de Palermo― où toute la famille est allée vivre. Ce domicile sera le dernier qu'habitera le Che en Argentine avant de commencer son voyage en Amérique.
Son père Ernesto a créé une société immobilière à l'angle des rues Paraguay et Aráoz. Il ne vivait déjà plus avec Celia, et passait la plupart des nuits dans son bureau. Il a embauché comme secrétaire l'institutrice María Erra, qui se deviendra sa maîtresse, et avec qui il finira par vivre (abandonnant complètement Celia).

## Militantisme
De l'enfance du Che, enfant harcelé par l'asthme, à sa jeunesse en recherche d'un destin, et jusqu'à sa maturité, il a partagé ses recherches avec sa mère, comme le reflète l'abondante correspondance qu'ils ont échangé. Lorsque cet enfant déjà n'était plus Ernestito, mais le comandante Guevara, sa mère continuait à recevoir des nouvelles détaillées de ses espoirs, ses angoisses occasionnelles et, très rarement, ce que lui-même a qualifié de « nostalgie tangueril » (du tango).
Celia est devenue une personne très indépendante, qui s'intéressait énormément à la politique, elle a été active dans le mouvement féministe et a lutté pour le droit de vote pour les femmes de son pays.
En 1960 s'est formé le MLN (Mouvement de libération nationale), un nouveau groupement sociopolitique, dirigé par les frères David et Ismael Viñas, le syndicaliste de Santa Fe Pico Vaseilles, l'écrivain Juan José Saer alors inconnu, le jeune journaliste Roberto Maurer et le réalisateur de cinéma Fernando Birri (fondateur du prestigieux Institut de cinéma de l'université nationale du littoral, à Santa Fe).
À Santa Fe un évènement fut organisé sur la place d'Espagne, où était annoncée la visite de Celia Guevara comme oratrice principale. Il y avait un climat lourd, chargé par les menaces du groupe fasciste Tacuara, qui ― dirigés par le jeune phalangiste Escurra Medrano ― se consacraient saboter toutes les actions de la gauche. Celia de la Serna est monté à la tribune. Ses gardes du corps étaient deux jeunes étudiants de Concepcion del Uruguay. Celia a commencé à parler et immédiatement des pétards ont éclaté sur la place, avec des cris de « Dehors les bolcheviks ! », « Patrie oui, communisme non ! », « Que meure le Che Guevara ! », « Vive Rosas ! », « À bas Fidel Castro ! », et un groupe d'une vingtaine de militants de l'organisation juvénile fasciste Mouvement nationaliste Tacuara, en uniformes de chemises couleur kaki (d'une marque très populaire à l'époque), armés de matraques et de bâtons comme ceux qu'utiliserait la Police fédérale à Buenos Aires dans la Nuit des Bâtons Longs (29 juillet 1966), ont commencé à frapper la foule. Celia a crié au microphone à ses deux gardes du corps : « Allez vous battre, moi je reste seule ici, ne vous souciez pas de moi, ils ne me descendront pas même morte ! ». Et elle a continué à parler tandis qu'en bas les militants du MLN ― les chevelus comme on les appelait familièrement ― ont fait fuir à coups de pied et de claques les provocateurs qui prétendaient empêcher la suite du discours de Celia Guevara. L'action s'est terminée sans autre problème et alors Celia, entourée de ses jeunes militants est descendue de la tribune.
Dans les années soixante ― alors qu'elle était déjà connue comme « la mère du Che » ― Celia a subi la prison et la persécution.
Celia n'a pas accepté les invitations réitérées du Che à s'installer à La Havane, où elle pouvait collaborer avec le travail et l'entreprise de son fils. Elle a préféré diffuser les réussites de l'expérience cubaine de là où elle était, bien que de ce fait elle ait été attaquée plus d'une fois à coups de balles et qu'elle ait dû supporter la prison et la clandestinité alors qu'elle était déjà malade.
Elle a subi une troisième récidive du cancer, qui lui a valu une troisième opération, mais elle a été expulsée de l'hôpital où elle était prise en charge.
En 1965, Ernestito combattait au Congo avec les successeurs de Patricio Lumumba. Avant de traverser le lac Tanganyika, lorsqu'il a appris que sa mère était dans un état très grave par le cancer, il a écrit un texte très peu connu qui montre l'intensité de leur relation :

« Je sais seulement que j'ai un besoin physique que ma mère apparaisse et que je posé ma tête dans son giron maigre, et qu'elle me dise « mon vieux » avec une tendresse sèche et pleine, et de sentir dans mes cheveux sa main maladroite, me caressant par à-coups, comme un pantin à ressort, comme si la tendresse lui sortait des yeux et de la voix parce que les liens rompus ne la font pas arriver aux extrémités. Et les mains palpent plutôt qu'elles ne caressent, mais la tendresse glisse à l'extérieur et les entoure et on se sent si bien, si petit et si fort. Ce n'est pas la peine de lui demander pardon; elle comprend tout, on le sait quand on entend ce « mon vieux ». »

— Che Guevara
Lorsque le Che Guevara a écrit ceci, Celia était déjà morte, le 18 mai 1965, à 58 ans. Il l'apprendra quelques jours après. Avant de partir vers l'Afrique, le Che lui avait envoyé une lettre d'adieu que sa mère n'a pas pu lire.
À certaines occasions, Ernesto Guevara a utilisé volontairement le nom de sa mère (une habitude qui n'existait pratiquement pas en Argentine, où on n'utilisait que le nom paternel). Dans ces cas-là il s'identifiait comme Ernesto Guevara Serna.
En 1969, l'ex-époux de Celia, Ernesto Guevara Lynch, a affirmé dans un entretien :

« Je dois mentionner que dans la famille de mon épouse Celia il y a aussi un grand d'Espagne... Il s'agit du général José de la Serna e Hinojosa, dernier vice-roi du Pérou. »

— Ernesto Guevara Lynch
Pourtant, cette affirmation se révèle invraisemblable puisque le vice-roi espagnol du vice-royaume du Haut Pérou, José de la Serna, est mort sans laisser de descendance.